# Asadipus longforest
Asadipus longforest là một loài nhện trong họ Lamponidae. Loài này được phát hiện ở Nam Úc, Victoria và Tasmanië.